# Asclepiodoto de Heraclea
Asclepiodoto de Heraclea (griego antiguo: Ἀσκληπιόδοτος, "Asklepiódotos") fue un comandante del ejército del rey Perseo de Macedonia durante la tercera guerra macedónica, que tuvo lugar entre 171 y 168 a. C. Era natural de Heraclea Síntica en Sintiké (actual Bulgaria), una antigua región del reino de Macedonia. 
Cuando los ejércitos romanos de la República entraron en Macedonia dirigió un contingente de 2000 mercenarios galos en las primeras fases de la guerra. Más tarde, cuando Perseo había oído que el enemigo se acercaba, envió a 10 000 soldados de infantería ligera al mando de Asclepiodoto a controlar un pico de la cordillera Cambuniana en la batalla de Pidna, al día siguiente del eclipse lunar de junio del 168 a. C. contra los invasores. Finalmente, los macedonios fueron derrotados.